# Iodotropheus sprengerae
Iodotropheus sprengerae (còn được gọi bằng những tên gọi khác là the rusty cichlid, lavender mbuna hay lavender cichlid), là một loài cá hoàng đế đặc hữu của quần đảo Boadzulu và Chinyankwazi cùng với các đảo Chinyamwezi của hồ Malawi. Nó thích nhiệt độ nước từ 24-26 °C.
Kích thước của loài cá này là có thể đạt đến 10,8 cm (4,3 in). Cá non và cá cái chỉ có duy nhất một màu nâu của gỉ sét(điều này giải thích lí do nó có tên là the rusty cichlid), trong khi cá đực trưởng thành có màu tím của hoa oải hương(điều này lí giải nó có tên là lavender mbuna và lavender cichlid (lavender là hoa oải hương)).
Như đa số loài cá hoàng đế trong nhóm Mbuna, chúng giữ và bảo vệ con non bằng miệng. Con cái giữ con non trong một vài tuần đầu rồi sau đó không giữ nữa.

## Trong bể cá
Mặc dù không hoàn toàn là một loài cá hiền lành, nhưng loài cá này được coi là một trong những loài ít hung hăng nhất trong số các loài cá hoàng đế trong nhóm Mbuna. Chính vì điều này đã làm cho loài cá hoàng đế Iodotropheus sprengerae trở thành một loài cá khởi đầu lý tưởng cho những người nuôi cá với ít kinh nghiệm trong việc giữ nuôi các loài cá hoàng đế trong nhóm Mbuna.
Khi nuôi chung với loài cá hoàng đế khác, ta nên đặt nhiều đá hay tạo nhiều nơi trú ẩn để tránh chúng bị những loài hung hăng hơn tấn công. Ngoài ra, chúng là loài ăn tạp nhưng với những loại thức ăn có liên quan đến thịt thường có thể gây ra các vấn đề nghiêm trọng về đường tiêu hóa.